# Opius subhilaris
Opius subhilaris är en stekelart som beskrevs av Jakimavicius 1986. Opius subhilaris ingår i släktet Opius och familjen bracksteklar. Inga underarter finns listade i Catalogue of Life.